# Sparedrus aspersus
Sparedrus aspersus is een keversoort uit de familie schijnboktorren (Oedemeridae). De wetenschappelijke naam van de soort is voor het eerst geldig gepubliceerd in 1886 door LeConte.